# Sestrske vezi
Sestrske vezi (izvirno špansko Tres veces Ana) je mehiška telenovela posneta leta 2016 za produkcijsko hišo Televisa. Telenovela je zasnovana po izvirniku iz leta 1995 z naslovom Ljubezenske vezi (izvirno špansko Lazos de amor).

## Zgodba
Identične trojčice Ana Laura, Ana Leticia in Ana Lucia doživijo tragično prometno nesrečo, v kateri umreta njihova starša. V tragediji Ana Laura izgubi nogo, nezavestno Ano Lucio odnese tok reke, Ana Leticia pa jo odnese brez praske. Medtem ko so njeni bližnji prepričani, da je Ana Lucia umrla, na rečnem bregu na njo naleti Soledad, ki se odloči, da bo najdeno dekle vzela za svoje. Po več letih Ana Laura še vedno išče svojo sestro, po drugi strani pa Ana Leticia upa, da je Ana Lucia mrtva, saj želi vso dediščino samo zase. Na drugi strani mesta se Santiago bori s svojo preteklostjo, saj se mu v sanjah prikazuje neznano dekle, ki je v resnici njegova žena Ana Leticia. Ko po naključju v San Nicolasu naleti na Ano Lucio je prepričan, da je ona ženska iz njegovih sanj. Parček, se zaljubi, Soledad se pa odloči, da jih bo razstavila, saj se boji, da bo resnica prišla na dan. Santiago je namreč detektiv Marcelo, ki je pred nesrečo v kateri je izgubil spomin v zapor želel spraviti Soledad zaradi ugrabitve Ane Lucie. Usoda za vse tri sestre pripravlja novo presenečanje saj se vendarle združijo, Ana Leticia bo pokazala svoj pravi obraz, Ana Laura se postavi za sebe, Ana Lucia pa bo storila vse, da ostane z Marcelom.

## Igralci
- Angelique Boyer - Ana Lucia/Ana Leticia/Ana Laura
- Sebastián Rulli - Santiago García/Marcelo Salvaterra
- David Zepeda - Ramiro Fuentes
- Pedro Moreno - Iñaki
- Susana Dosamantes - Ernestina Rivadeneira
- Ramiro Fumazoni - Mariano
- Blanca Guerra - Soledad Hernández
- Eric del Castillo - Evaristo Guerra
- Ana Bertha Espín - Remedios García
- Luz María Jérez - Julieta
- Leticia Perdigón - Doña Chana
- Nuria Bages - Leonor
- Mónika Sánchez - Viridiana Bentancourt
- Otto Sirgo - Rodrigo Casasola
- Carlos de la Mota - Valentín
- Sachi Tamashiro - Maribel
- Laisha Wilkins - Jennifer

## Zanimivosti
- Premiera telenovela se je zgodila 23. maja 2016 v ZDA in ne v Mehiki kot je to bilo doslej v navadi.
- Glavna akterja Angelique Boyer in Sebastián Rulli sta par tudi zasebno. Igralca sta se zaljubila na snemanju telenovele Vrtinec življenja.
- 6. septembra 2016, samo nekaj tednov po premieri v Mehiki se je telenovela začela predvajati tudi na POP TV.
- Za glavna igralca Angelique Boyer in Sebastiána Rullia je to že tretja skupna telenovela in tudi zadnja je v intervjuju povedal igralec.
- Prvotni naslov telenovele je bil Kot tri dežne kapljice (Como tres gotas de agua), kasneje V primerjavi z enakim obrazom (Frente al mismo rostro) vendar so jo po nekaj tednih snemanja preimenovali v Sestrske vezi (Tres veces Ana) oz. Tri Ane, kot je dobesedni prevod.
- Sestrske vezi se vseeno malce razlikujejo od izvirnika saj glavni moški lik ni imel dvojne vloge in tudi pred tem nikoli ni bil poročen z eno izmed sester trojčic. Ana Laura je v nesreči izgubila nogo, v izvirniku pa je oslepela.
- V odjavni špici telenovele slišimo skladbo Me duele tu ausencia, ki jo izvaja David Zepeda, ki v telenoveli igra Ramira.
- Mónika Sánchez, ki v telenoveli igra Viridiano je v izvirniku igrala stričevo tajnico, strica pa je upodobil Otto Sirgo, ki igra Rodriga Casolo, veliko ljubezen babice trojčic, Ernestine.
- Daniel Arenas je moral eno od stranskih vlog zavrniti, saj bi s tem kršil pogodbo - ta ga obvezuje, da lahko igra le glavne like.
- David Zepeda in Angelique Boyer sta že skupaj sodelovala v telenoveli Brezno ljubezni, kjer sta upodobila glavni par.
- Angelique Boyer in Sachi Tamashiro sta za potrebe telenovele kar sedem tednov obiskovali ples na trakovih.